# Beatrice Tinsley
Beatrice Muriel Hill Tinsley (Chester, 27 januari 1941 - New Haven, 23 maart 1981) was een Nieuw-Zeelands astronome en kosmoloog. Ze was vooral bekend voor haar onderzoek naar het ontstaan en evolutie van sterrenstelsels.

## Biografie
Beatrice Tinsley werd op 27 januari 1941 in Chester geboren als dochter van Edward Hill en zijn vrouw Jean Morton. Na afloop van de Tweede Wereldoorlog verhuisde de familie naar Nieuw-Zeeland, om zich eerst in Christchurch te vestigen en vervolgens in New Plymouth. Tinsley studeerde van 1958 tot 1963 fysica en mathematica aan de Universiteit van Canterbury en leerde hier Brian Tinsley kennen, met wie ze in 1961 trouwde. Tinsley voltooide in 1962 een Masters in Science aan de Universiteit van Canterbury. Toen haar man in 1963 een baan aangeboden kreeg aan de Universiteit van Texas in Dallas, besloten ze naar Dallas te verhuizen. Omdat Beatrice niet aan dezelfde universiteit werkzaam mocht zijn als haar man, begon ze haar studie astronomie meer dan 300 kilometer verderop aan de Universiteit van Texas in Austin. Hier behaalde ze haar doctorsgraad in 1966.
In 1974 scheidde ze van haar man en ging ze aan de slag aan de Yale-universiteit als universitair docent. 4 jaar later, in 1978, werd Tinsley de eerste vrouwelijke hoogleraar astronomie aan de Yale-Universiteit. In datzelfde jaar werd bij haar een kwaadaardige melanoom ontdekt, waaraan ze in 1981 op 40-jarige leeftijd overleed. 

## Werk
In haar professionele carrière die slechts 14 jaar duurde (1967-1981), publiceerde Tinsley 114 artikelen. Ze richtte zich hierbij vooral op het onderzoek naar de formatie en ontwikkeling van sterren en wat voor invloed deze hebben op een sterrenstelsel. Met de door haar opgestelde modellen kon ze vervolgens op basis van de formatie en de ontwikkeling van de sterren berekenen hoe sterrenstelsels er in de toekomst uit zouden komen te zien. Zo kon met behulp van haar modellen een beoordeling worden gemaakt over hoe protosterrenstelsels er uit zouden zien.

## Onderscheidingen
- 1974: Annie Jump Cannon Award

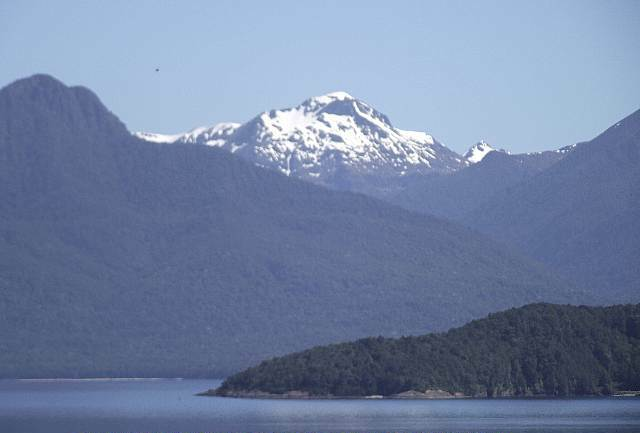
Mount Tinsley

- 1985: Planetoïde vernoemd naar Tinsley: (3087) Beatrice Tinsley
- 1986: Beatrice M. Tinsley-prijs vernoemd naar Tinsley
- 2010: Mount Tinsley, een berg in Nieuw-Zeeland werd vernoemd naar Tinsley

## Publicaties (selectie)
- The Color-Redshift Relation for Giant Elliptical Galaxies (1971)
- An accelerating universe (1975)
- Surface Brightness Parameters as Tests of Galactic Evolution (1976)
- Colors as Indicators of the Presence of Spiral and Elliptical Components in N Galaxies (1977)
- Stellar Lifetimes and Abundance Ratios in Chemical Evolution (1979)
- Relations between Nucleosynthesis Rates and the Metal Abundance (1980)
- Correlation of the Dark Mass in Galaxies with Hubble type (1981)

- CiNii: DA03592904
- International Standard Name Identifier: 0000 0000 8279 1627
- Library of Congress Control Number: n86001123
- Bibliotheek van het Japanse parlement: 01003631
- Nationale Bibliotheek van Israël: 987007323041205171
- Nederlandse Thesaurus van Auteursnamen: 114158576
- SNAC: w6m626cn
- Système universitaire de documentation: 240796195
- Virtual International Authority File: 92733918
- WorldCat: E39PBJdGKKjMf9fHbDxXXwB3wC